# Академическая гребля на летних Олимпийских играх 2024 — четвёрки парные (мужчины)
Соревнования мужчин в гребле в четвёрках парных на летних Олимпийских играх 2024 года прошли с 27 по 31 июля 2024 года на Национальном олимпийском водном стадионе региона Иль-де-Франс в пригороде Парижа Вер-сюр-Марн.

## Формат соревнований
Класс четвёрок парных относится к парным классам академической гребли, когда гребец использует два весла, по одному с каждой стороны лодки, в отличие от распашной гребли, в которой каждый гребец работает одним веслом и гребет только с одной стороны. Олимпийские соревнования проводятся в несколько раундов. Первые две лодки из каждого заезда выходят в финал А, остальные проходят в утешительные заезды. Утешительный заезд – это раунд, который дает гребцам второй шанс пройти в полуфинал. Две лучшие лодки из утешительного заезда проходят в финал А, остальные в финал В.
Финалы являются заключительным этапом, определяющим итоговые места. В финале А разыгрываются медали, а также места с 4 до 6-го, в финале B определяются места с 7-го по 9-е.

## Расписание
Соревнования продолжались в течение пяти дней. Указанное время ниже время – это время начала сессии; в течение сессии могут проводиться заезды в нескольких классах судов по академической гребли.
Время начала соревнований указано местное (UTC+2)
| Дата                     | Время | Раунд               |
| ------------------------ | ----- | ------------------- |
| Суббота 27 июля 2024     | 12:30 | Заезды              |
| Понедельник 29 июля 2024 | 11:20 | Утешительные заезды |
| Среда 31 июля 2024       | 12:02 | Финал B             |
| Среда 31 июля 2024       | 12:26 | Финал A             |

## Призёры
| Золото                                                                       | Серебро                                                                     | Бронза                                                                         |
| Нидерланды · Леннарт ван Лироп · Финн Флорейн · Тони Витен · Кун Метсемакерс | Италия · Лука Рамбальди · Андреа Паницца · Лука Кьюменто · Джакомо Джентили | Польша · Доминик Чая · Фабиан Бараньский · Мирослав Зентарский · Матеуш Бискуп |

## Составы команд
| Номер | Спортсмены                                                                  | Страна         |
| ----- | --------------------------------------------------------------------------- | -------------- |
| 1     | Каллум Диксон Грэм Томас Мэтт Хейвуд Том Баррас                             | Великобритания |
| 2     | Антон Фингер Макс Аппель Тим Оле Наске Морис Вольф                          | Германия       |
| 3     | Лука Рамбальди Андреа Паницца Лука Кьюменто Джакомо Джентили                | Италия         |
| 4     | Леннарт ван Лироп Финн Флорейн Тони Витен Кун Метсемакерс                   | Нидерланды     |
| 5     | Кристоффер Брун Оскар Стабе Хельвиг Йонас Юэль Эрик Андре Сольбаккен        | Норвегия       |
| 6     | Доминик Чая Фабиан Бараньский Мирослав Зентарский Матеуш Бискуп             | Польша         |
| 7     | Флорин Хородистяну Мариус-Габриэл Лунгу Ион Прундяну Илиута-Леонтин Нуцеску | Румыния        |
| 8     | Доминик Кондро Иан Йохан Плок Скотт Барлошер Морен Ланг                     | Швейцария      |
| 9     | Михаил Куштейн Аллар Рая Тыну Эндрексон Йоганн Поолак                       | Эстония        |

## Результаты

### Заезды
Две лучших лодки из каждого заезда выходят в финал А, остальные проходят в утешительный заезд

#### Заезд 1
| Место | Дорожка | Страна         | Время   | Примечание |
| ----- | ------- | -------------- | ------- | ---------- |
| 1     | 5       | Нидерланды     | 5:41.69 | FA         |
| 2     | 2       | Великобритания | 5:44.82 | FA         |
| 3     | 3       | Германия       | 5:46.90 | R          |
| 4     | 1       | Норвегия       | 5:50.48 | R          |
| 5     | 4       | Румыния        | 5:51.14 | R          |

#### Заезд 2
| Место | Дорожка | Страна    | Время   | Примечание |
| ----- | ------- | --------- | ------- | ---------- |
| 1     | 2       | Италия    | 5:43.31 | FA         |
| 2     | 4       | Польша    | 5:44.39 | FA         |
| 3     | 3       | Швейцария | 5:49.50 | R          |
| 4     | 1       | Эстония   | 5:52.04 | R          |

### Утешительный заезд
Две лучшие лодки проходят в финал А, остальные в финал В.
| Место | Дорожка | Страна    | Время   | Примечание |
| ----- | ------- | --------- | ------- | ---------- |
| 1     | 2       | Германия  | 5:52.39 | FA         |
| 2     | 3       | Швейцария | 5:52.55 | FA         |
| 3     | 4       | Норвегия  | 5:53.13 | FB         |
| 4     | 1       | Эстония   | 5:55.74 | FB         |
| 5     | 5       | Румыния   | 5:56.32 | FB         |

### Финалы

#### Финал B
| Место | Дорожка | Страна   | Время   |
| ----- | ------- | -------- | ------- |
| 7     | 3       | Эстония  | 5:50.55 |
| 8     | 2       | Норвегия | 5:51.88 |
| 9     | 1       | Румыния  | 5:54.77 |

#### Финал A
| Место | Дорожка | Страна         | Время   |
| ----- | ------- | -------------- | ------- |
| 1     | 4       | Нидерланды     | 5:42.00 |
| 2     | 3       | Италия         | 5:44.40 |
| 3     | 5       | Польша         | 5:44.59 |
| 4     | 2       | Великобритания | 5:46.51 |
| 5     | 6       | Германия       | 5:50.62 |
| 6     | 1       | Австралия      | 5:58.04 |